# FIVB World Tour 1992/93 der Männer
Die FIVB World Tour 1992/93 der Männer bestand aus vier Veranstaltungen. Gastgeber der Beachvolleyball-Turnierserie waren Japan, Spanien, Italien und Brasilien.

## Turniere

### Enoshima(28. bis 30. Juli 1992)
| Platz | Team                                      |
| ----- | ----------------------------------------- |
| 1     | Paulão Moreira / Paulo Emilio             |
| 2     | Mark Eller / Todd Schaefer                |
| 3     | Jean-Philippe Jodard / Christian Penigaud |
| 4     | Andy Burdin / Julien Prosser              |
| 5     | Andrea Ghiurghi / Dionisio Lequaglie      |
| 6     | Jan Kvalheim / Bjørn Maaseide             |
| 7     | Santi Aguilera / Jose Yuste               |
| 8     | Dimitri Kuwitschka / Andrei Tolotschko    |

An drei Turniertagen der Japan Open spielten 16 Teilnehmerteams aus neun Nationen um ein Preisgeld von insgesamt 100.000 US-Dollar, wovon die Sieger Paulão Moreira und Paulo Emilio Silva aus Brasilien je 15.000 US-Dollar erhielten. Die US-Amerikaner Mark Eller und Todd Schaefer gewannen die Silbermedaille in Asien, die Bronzemedaille ging an die Franzosen Jean-Philippe Jodard und Christian Penigaud. Vierte wurden die Australier Andy Burdin und Julien Prosser, gefolgt von den Italienern Andrea Ghiurghi und Dio Lequaglie. Kein Team aus dem Land des Gastgebers konnte sich im Vorderfeld platzieren, die acht Duos aus Japan belegten den geteilten neunten und den geteilten dreizehnten Platz.

### Almería(12. bis 15. August 1992)
| Platz | Team                                      |
| ----- | ----------------------------------------- |
| 1     | Sinjin Smith / Randy Stoklos              |
| 2     | Eduardo Garrido / Roberto Moreira         |
| 3     | André Lima / Guilherme Marques            |
| 4     | Jan Kvalheim / Bjørn Maaseide             |
| 5     | Jean-Philippe Jodard / Christian Penigaud |
| 6     | Osvaldo Abreu / Eugenio Ortiz             |
| 7     | Paulão Moreira / Paulo Emilio             |
| 8     | Steve Obradovich / Steve Timmons          |

Bei den Spain Open wurde das Preisgeld gegenüber den bisher höchstdotierten Turnieren verdoppelt. Von 200.000 US-Dollar erhielten die Sieger Sinjin Smith und Randy Stoklos allein 70.000 Dollar. Die US-Amerikaner verwiesen die beiden brasilianischen Duos Eduardo Garrido/Roberto Moreira und André Lima/Guilherme Marques auf die Plätze zwei und drei. Bestes europäisches Team wurden diesmal die Norweger Jan Kvalheim und Bjorn Maaseide auf dem vierten Rang, gefolgt von den Franzosen Jean-Philippe Jodard und Christian Penigaud. Die einzigen teilnehmenden Kubaner Osvaldo Abreu und Eugenio Ortiz wurden Sechste von insgesamt 24 Teams. Die Deutschen Bernhard Hoffmann und Wolfgang Kuck belegten gemeinsam mit drei weiteren Beachpaaren den geteilten 21. Platz.

Das Turnier in Almeria war auch Demonstrationswettbewerb der Olympischen Sommerspiele 1992.

### Lignano(18. bis 23. August 1992)
| Platz | Team                                      |
| ----- | ----------------------------------------- |
| 1     | Paulão Moreira / Paulo Emilio             |
| 2     | Eduardo Garrido / Roberto Moreira         |
| 3     | Scott Friederichsen / Tim Walmer          |
| 4     | José Loiola / Aloizio Claudino            |
| 5     | Hannes Kronthaler / Stefan Potyka         |
| 6     | Jean-Philippe Jodard / Christian Penigaud |
| 7     | Wilfredo Garcia / Juan Perdomo            |
| 8     | John Child / Edward Raymond Drakich       |

Mit 34 Beachpaaren wurde die Rekordteilnehmerzahl von 1991 bei den Italian Open 1992 noch einmal übertroffen. Die Vorjahressieger Sinjin Smith und Randy Stoklos waren nicht am Start. Die Brasilianer Paulão Moreira und Paulo Emilio Silva konnten ihr zweites FIVB Turnier in dieser Saison gewinnen. Ihre Landsleute Eduardo Garrido und Roberto Moreira gewannen wie in Almería die Silbermedaille, den dritten Platz belegten die US-Amerikaner Scott Friederichsen und Tim Walmer. Auf dem vierten Platz wieder ein brasilianisches Duo mit José Loiola und Aloizio Claudino, die in Lignano ihr einziges gemeinsames Turnier auf der FIVB Tour bestritten. Die Österreicher Hannes Kronthaler und Stefan Potyka auf dem fünften Platz wurden diesmal beste Europäer vor den Franzosen Jean-Philippe Jodard und Christian Penigaud. Die beiden deutschen Teams Andreas Boltze/Christian Voß und Thomas Brall/Jan Fell teilten sich den 17. Platz mit dem einzigen argentinischen und dem einzigen spanischen Duo.

### Rio de Janeiro(9. bis 14. Februar 1993)
| Platz | Team                              |
| ----- | --------------------------------- |
| 1     | Adam Johnson / Kent Steffes       |
| 2     | José Loiola / Anjinho Bacil       |
| 3     | Sinjin Smith / Randy Stoklos      |
| 4     | Roberto Lopes / Franco Neto       |
| 5     | Dennys Paredes / Zé Marco de Melo |
| 6     | Andy Burdin / Julien Prosser      |
| 7     | Marlos Cogo / Guilherme Marques   |
| 8     | John Child / Eddie Drakic         |

Wie schon in den Vorjahren bildete das Turnier in Brasilien den Abschluss der World Series. 24 Teilnehmerpaare kämpften um den Sieg bei den Brazil Open und um 100.000 US-Dollar Preisgeld. Die vierfachen Riosieger Sinjin Smith und Randy Stoklos wurden diesmal nur Dritte, die Veranstaltung am Zuckerhut gewannen ihre US-amerikanischen Landsmänner Adam Johnson und Kent Steffes vor dem besten Team aus dem Land des Gastgebers, Eduardo „Anjinho“ Bacil und Jose Loiola. Deren Landsleute Roberto Lopes/Franco Neto und Ze Marco de Melo/Dennys Paredes wurden Vierte und Fünfte vor den Australiern Andy Burdin und Julien Prosser. Die Österreicher Hannes Kronthaler/Stefan Potyka belegten nach ihrem fünften Platz von Lignano diesmal nur den 17. Platz gemeinsam mit den Schweizern Hanspeter Sacher/Christian Wandeler und einem argentinischen und einem spanischen Duo, auf dem geteilten 21. Rang fanden sich die Deutschen Lars-Björn Freier/Christian Tiemann im Gesamtklassement wieder.

## Auszeichnungen
| FIVB Tour Champion | Randy Stoklos / Sinjin Smith |